# José de Souza Martins
José de Souza Martins (São Caetano do Sul, le 24 octobre de 1938) est un écrivain et sociologue brésilien.
Professeur retraité du Département de Sociologie et Professeur Émérite de la Faculté de Philosophie, Lettres et Sciences Humaines de l'Université de São Paul depuis 2008. De 1993 à 1994, il fut le troisième brésilien, après Celso Furtado et Fernando Henrique Cardoso, a s'occuper de la Faculté Simón Bolivar de l'Université de Cambridge, en Angleterre, où il a également été élu fellow de Trinity Hall. Il a été professeur invité de l'Université de Floride et de l'Université de Lisbonne, professeur Honoris Causa de l' Université Fédérale de Viçosa (20 juin 2013). de l' Université Fédérale de la Paraíba (8 novembre 2013) et de l' Université de la ville de São Caetano do Sul (2 août 2014).

## Biographie
À l'Université de São Paulo, il a obtenu un baccalauréat et une licence en Sciences Sociales (1961-1964), le master (1966), doctorat (1970) et une l'habilitation à diriger des recherches (1992) en Sociologie.
De 1996 à 2007, il a été membre du Board of trustee du Fonds Volontaire des Nations unies sur les Formes Contemporaines de l'Esclavage, indiqué par le Haut-Commissaire des Droits de l'Homme et nommé par le secrétaire général, dans quatre mandats consécutifs de trois ans. En 2002, il a été nommé représentant "pro bono" ("pour le bien du peuple"), sans frais, à la charge de la Fourniture des Services à la Communauté, l'Université de São Paulo), le président de la République, Fernando Henrique Cardoso au comité interministériel qui a préparé le Plan National pour l'élimination du Travail des Enfants et de Travail des Esclaves. La commission intégrée et coordonnée de novembre 2001 à décembre 2002, nommé par le Ministre de la Justice, dans le Département des Droits de l'Homme.

## Prix reçus
Prix de la "Visconde de Cairu" - 1977 (Mention Honorable), Instituto Roberto Símonsen, São Paulo, pour le livre, Conde Matarazzo - Entrepreneur et de l'Entreprise [Editora Hucitec, São Paulo, 1976];
Prix "Érico Vannucci Mendes" - 1993, CNPq - Conseil National de Développement Scientifique et Technologique et de la Société Brésilienne pour le Progrès de la Science par l'ensemble de l'œuvre; 
Prix Jabuti, 1993 Sciences Humaines, le Brésilien de la Chambre de l'Ouvrage par le livre "Banlieue" [Editora Hucitec/hôtel de ville de São Caetano do Sul, São Paulo/São Caetano do Sul, 1992]; 
Prix Jabuti 1994, les Sciences Humaines, le Brésilien de la Chambre de l'Ouvrage par le livre "L'Arrivée de l'Étrange" [Editora Hucitec, são Paulo, 1993], comme le Meilleur Livre dans la Catégorie des Sciences Humaines, 1994; 
Prix du Chercheur/2002, le Fonds de Bunka de Recherche-Sumitomo Mitsui Bank/la Société Brésilienne de la Culture Japonaise, São Paulo, 3 octobre 2002; Prix Florestan Fernandes 2007, la Société Brésilienne de Sociologie, Recife, brésil, 28 mai 2007;  
Prix Jabuti des Sciences Humaines en 2009 par le livre "L'Apparition du Démon dans l'Usine" [Editora 34, são Paulo, 2008]. Élu par le são paulo Académie des Lettres, le 11 juin 2015, pour occuper la Chaire de pas de. 22, dont le saint patron est John Monteiro.

## Œuvre
- "São Caetano do Sul em Quatro Séculos de História", 1957
- ''A Imigração e a crise do Brasil agrário'', Pioneira (1973)
- ''Conde Matarazzo'', o empresário e a empresa , Hucitec (1976)
- ''Os Camponeses e a Política no Brasil'', Vozes (1981)
- ''A Chegada do Estranho'', Hucitec (1993)
- ''O Poder do Atraso'', Hucitec (1994)
- ''(Des)figurações: O imaginário onírico da metrópole'', Hucitec, 1996
- ''Fronteira - A degradação do Outro nos confins do humano''. 1ª edição, Editora Hucitec, 1997. 2ª edição, rev. e atualizada, Ed. Contexto (2009)
- ''Florestan - Sociologia e consciência social no Brasil'', Edusp (1998)
- ''Reforma Agrária: o Impossível Diálogo'', Edusp (2000)
- ''Subúrbio (Vida cotidiana e História no subúrbio da cidade de São Paulo)'', 2ª ed., Hucitec/Editora da Unesp (2002)
- ''O Imaginário na Imigração Italiana'', Fundação Pró-Memória, São Caetano do Sul (SP), (2003).
- ''A Sociedade Vista do Abismo'' (Novos estudos sobre exclusão, pobreza e classes sociais,) 3ª ed., Editora Vozes (2008)
- ''O Sujeito Oculto'' (Ordem e transgressão na reforma agrária), Editora da UFRGS   (2003)
- ''O Cativeiro da Terra'', 9ª edição, revista e ampliada Contexto (2010)
- ''Exclusão Social e a Nova Desigualdade'', 3ª ed., Editora Paulus (2007)
- ''A Sociabilidade do Homem Simples'' (Cotidiano e História na Modernidade Anômala), 2ª ed., rev. e ampliada, Editora Contexto (2008)
- ''A Aparição do Demônio na Fábrica'' (Origens sociais do Eu dividido no subúrbio operário), Editora 34 (2008)
- ''Sociologia da Fotografia e da Imagem'', 2ª. edição, Editora Contexto, São Paulo, (2011).
- ''José de Souza Martins'', (Fotografia e poesia), Coleção “Artistas da USP”, Edusp, São Paulo, (2008).
- ''A Política do Brasil Lúmpen e Místico'', Editora Contexto, São Paulo, (2011).
- ''Uma Arqueologia da Memória Social - Autobiografia de um moleque de fábrica'', Ateliê Editorial, São Paulo, (2011).
- ''A Sociologia como Aventura - Memórias'', Editora Contexto, São Paulo, 2013.
- ''Uma Sociologia da Vida Cotidiana'', Editora Contexto, São Paulo, 2014.
- ''Desavessos - Crônicas de poucas palavras'', Editora Com Arte, São Paulo, 2014
- ''Diário de uma Terra Lontana - Os 'faits divers' na história do Núcleo Colonial de São Caetano'', Fundação Pró-Memória, São Caetano do Sul, 2015.
- ''Linchamentos - A justiça popular no Brasil'', Editora Contexto, São Paulo, 2015.
- Do PT das Lutas Sociais ao PT do Poder, Editora Contexto, São Paulo 2016.